# 소꿉친구
소꿉친구(문화어: 송아지동무)란 어릴 적부터 친하게 지낸 친구를 의미한다. 사전적 의미로는 소꿉동무의 유의어로서, 어릴 때 소꿉놀이를 하며 같이 놀던 친구라는 뜻에 가깝다. 비슷한 의미의 한자성어로서 죽마고우(竹馬故友)가 있다. 대나무 말[竹馬]을 타고 놀던 벗이라는 뜻으로, 역시 어릴 때부터 같이 놀며 자란 벗을 의미한다. 비슷한 성어로는 죽마교우·죽마구우·죽마지우 등이 있다고 한다.
'소꿉친구'라는 단어에서, 처음 어울리기 시작한 시기가 정확히 정의되어 있지는 않다. 하지만 대개 만 2~6세 경을 유아기라고 한다면, 대체로 이 시기에 친구가 된 경우를 일컫는 경우가 많다. 이 시기는 어린아이의 행동 범위가 확장되는 시기이기도 하다. 소꿉친구는 서로간에 속마음을 털어놓는 등 두텁고 허물없는 사이가 되기에, 성격과 특징 등이 서로 닮아가는 경우도 많다고 한다.

## 같이 보기
- 친구
- 우정